# Stadtarchiv Nordhausen
Das Stadtarchiv Nordhausen ist das Archiv der Stadtverwaltung und der Stadt Nordhausen.

## Geschichte
Die Anfänge des Stadtarchivs in Nordhausen lassen sich aufgrund fehlender Quellen nicht zweifelsfrei rekonstruieren und reichen vermutlich bis in das 13. Jahrhundert zurück. Wahrscheinlich ging die Archivbücherei aus der einstigen Ratsbücherei (16. Jahrhundert) hervor.
Der Gymnasialprofessor und Heimatforscher Ernst Günther Förstemann (1788–1859) betreute nebenamtlich das Archiv sowie die Bibliothek und trug dazu bei, dass der Bestand erstmals systematisch geordnet wurde. Ende der 1910er Jahre umfasste die dem Archiv dienende „Historische Bücherei“ etwa 2.400 Bände. Im Jahr der Jahrtausendfeier 1927 zogen das Archiv und die Historische Bücherei in das einstige Stadtgefängnis in der Mauerstraße 15. Unter dem Studienrat und Heimatforscher Hans Silberborth (1887–1949) wurde die Archivbücherei 1939 neu geordnet, den modernen Grundsätzen angepasst und katalogisiert.
Bei den Luftangriffe auf Nordhausen am 3. und 4. April 1945 wurde das Archivgebäude vernichtet. Anfang Mai 1945 wurden Akten, Chroniken und andere Handschriften, die in den Kellerräumen der Sparkasse ausgelagert wurden, größtenteils durch Plünderungen vernichtet. Bestände der wissenschaftlichen Bibliothek und Zeitungsbände wurden im Waisenhaus ausgelagert und von Nordhäusern vor den Plünderern im Keller der Heinrich-Mittelschule verborgen.
Unter größten menschlichen Anstrengungen versucht Silberborth in den Nachkriegsjahren den Bestand zu retten und 1947 wurde der „bescheidene Rest der einst stattlichen Archivbücherei“ wieder geordnet zur Verfügung gestellt. Nahezu alle Urkunden überstanden den Krieg, Verluste waren bei den Akten, sehr große Verluste bei den Amtsbüchern und sonstigen gebundenen Handschriften, Innungsakten und Chroniken zu verzeichnen. Silberborth verstarb 1949 und Robert Hermann Walther Müller (1899–1969) trat seine Nachfolge als nebenamtlicher, ab 1952 als hauptamtlicher Archivar an.
Im Februar 1952 zog das Archiv in zunächst drei Zimmer des neu entstandenen Alten Rathauses um, 1975 in das Obergeschoss des Walkenrieder Hofes in der Waisenstraße, im Sommer 1997 dann in das Neue Rathaus.